# Henry Duarte
Pour les articles homonymes, voir Duarte.
Henry Froilán Duarte Molina, né le 5 octobre 1958 à Santa Rosa, village du canton de Santa Cruz (Costa Rica), est un entraîneur de football costaricien.

## Biographie

### Jeunesse
Né au sein d'une famille très pauvre, Duarte est le quatrième d'une fratrie de 12 frères. Il grandit à Liberia où à l'âge de 17 ans il est repéré par Ricardo Saprissa (en), le fondateur du Deportivo Saprissa, le plus grand club du Costa Rica. Il ne joue que très peu au sein du club et préfère se concentrer sur ses études. En 1981, titulaire d'une licence d'EPS à l'université du Costa Rica, il gagne une bourse pour l'Allemagne où il poursuit ses études à Cologne. En 1993, il obtient de la DBF son diplôme d'entraîneur : une UEFA Pro Licence.

### Carrière d'entraîneur

#### Carrière en club
Duarte possède une longue expérience comme entraîneur au Costa Rica où il a dirigé pas moins de dix clubs dont deux des plus importants du pays: le CS Cartaginés, de 1989 à 1990, et surtout le CS Herediano, entre 1997 et 1998. Il s'est aussi expatrié au voisin Guatemala où il a entraîné les Deportivo Zacapa et Cobán Imperial. Mais son plus haut fait d'armes reste son expérience en Israël, au Maccabi Netanya, en tant que responsable de l'équipe de jeunes du club, entre 2007 et 2009.

#### Équipe du Nicaragua
Sans grande expérience en équipe nationale (hormis deux piges à la tête d'équipes de jeunes au Costa Rica), Duarte est désigné sélectionneur du Nicaragua, le 28 décembre 2014. Sous sa houlette, l'équipe connaît ses meilleurs résultats puisqu'elle atteint le 3e tour préliminaire des éliminatoires de la Coupe du monde 2018 où elle surprend la Jamaïque en s'imposant 3-2 à Kingston. Malgré l'élimination (défaite à domicile 0-2), le Nicaragua atteint son meilleur rang historique au classement des nations de la FIFA (92e place en décembre 2015).
En outre, il réussit à qualifier la sélection à la Gold Cup 2017, après un barrage épique disputé face aux Haïtiens, qui voit les Nicaraguayens remonter un handicap de deux buts (défaite 3-1 à l'aller) en s'imposant 3-0 au match-retour. Huit ans après Ramón Otoniel Olivas, Duarte devient le deuxième sélectionneur à qualifier le Nicaragua à la Gold Cup.